# Ján Bakoš (storico dell'arte)
Ján Bakoš (Bratislava, 6 marzo 1943 – Bratislava, 11 luglio 2025) è stato uno storico dell'arte slovacco.

## Biografia
Si laureò nel 1965 alla facoltà di filosofia dell'Università Masaryk di Brno. Compì alcuni periodi di studio all'estero: nel 1993 negli Stati Uniti d'America, nel 1997 in Austria, nel 1998 e nel 2003 nel Regno Unito.
Dal 1985 al 1990 fu direttore del dipartimento di scienze dell'arte dell'Accademia slovacca delle scienze, dal 1990 al 1992 fu membro della presidenza della stessa Accademia slovacca delle scienze e dal 1998 diresse il dipartimento di storia dell'arte dell'Accademia.
Dal 1990 al 1997 fu anche presidente della Società slovacca di storia dell'arte. 

## Riconoscimenti
- Premio Herder (2000)
- Medaglia commemorativa dell'Accademia slovacca delle scienze (2003)

## Monografie
- 1984 Dejiny a koncepcie stredovekého umenia na Slovensku ("Storia e concetti dell'arte medievale in Slovacchia")
- 1999 Umelec v klietke ("L'artista in gabbia")
- 2000 Periferia a symbolický skok
- 2000 Štyri trasy metodológie dejín umenia ("Quattro percorsi della metodologia di storia dell'arte")
- 2000 Viedenská škola dejín umenia ("La scuola viennese di storia dell'arte")
- 2000 Československý štrukturalizmus ("Lo strutturalismo cecoslovacco")
- 2000 Ruská historiografia umenia ("Storiografia dell'arte russa")
- 2000 Ikonológia & Semiotika ("Iconologia e semiotica")
- 2004 Intelektuál a Pamiatka ("L'intellettuale e il monumento")